# Nicole Bériou
Pour l'artiste, voir Bériou.
Nicole Bériou, née le 18 décembre 1948 à Saint-Pol-de-Léon, est une universitaire et historienne française spécialiste du Moyen Âge.

## Biographie
Agrégée d'histoire en 1971, Nicole Bériou enseigne à l'université Paris Sorbonne-Paris IV où elle est assistante puis maître de conférences, de 1973 à 1997. Détachée au CNRS entre 1986 et 1988, elle effectue en 1993 un séjour à l’Institute for Advanced Study de Princeton (New Jersey). 
Professeur d’histoire du Moyen Âge à l’université Lumière Lyon 2 (1997-2010), elle est membre statutaire d’un laboratoire de médiévistique, le CIHAM – UMR 5648 « Histoire et Archéologie des Mondes Chrétiens et Musulmans Médiévaux ». Au sein de ce laboratoire, elle est jusqu'en 2010 responsable de l’équipe « Religion, espace, culture et communication ».
Accueillie en délégation au CNRS, elle est directrice de l'Institut de recherche et d'histoire des textes de 2011 à 2014.
En parallèle, elle est depuis 2009 directrice d’études, titulaire de la chaire « Histoire de l'exégèse chrétienne au Moyen Âge », à l’École pratique des hautes études (EPHE), section des sciences religieuses, où elle est auparavant chargée de conférences. Elle enseigne également à l’Institut catholique de Paris, notamment pour un séminaire autour des pratiques de l’Eucharistie (1997-2004).
Depuis 2001, elle est membre honoraire de l'Institut universitaire de France (nommée pour la première fois membre senior en 2001 pour une période de 5 ans, renouvelée en 2006) . Présidente de l’International Medieval Sermon Studies Society (IMSSS) depuis 2004, elle est aussi Corresponding Fellow of the Royal Historical Society (Londres).
Le 9 novembre 2018, elle est élue membre de l'Académie des inscriptions et belles-lettres, au fauteuil occupé précédemment par Alain Michel.
Professeur émérite des universités, elle est directrice de la Revue Mabillon et dirige avec Franco Morenzoni la « Bibliothèque d’histoire culturelle du Moyen Âge » (Turnhout, Brepols).

## Œuvre
Nicole Bériou commence ses recherches universitaires à la Sorbonne avec Michel Mollat du Jourdin, sous la direction duquel elle soutient sa maîtrise en 1969, puis sa thèse de 3e cycle en 1986 et son doctorat d’État en 1996. Dans l’avant-propos L’avènement des maîtres de la Parole (1998), version publiée de ce doctorat d’État, elle rend également hommage au Père Louis-Jacques Bataillon, O.P., grand spécialiste de la prédication médiévale, qui a assuré avec Michel Mollat la direction de recherche de ce travail, de manière informelle.
Ses champs de recherche, couverts par une bibliographie de plus de 80 titres, sont l’Histoire religieuse, l’Histoire culturelle et l’Histoire des pratiques de la communication. Ses principaux travaux, empreints d’une érudition exigeante, abordent la prédication médiévale comme un système de communication, avec une attention particulière à la prédication effective, notamment au travers des « reportations » de sermons (notes prises par les auditeurs), sans pour autant négliger les collections de sermons-modèles.

## Principales publications
- Prier et combattre: Dictionnaire européen des ordres militaires au Moyen Âge, sous la direction de Nicole Bériou et Philippe Josserand, Paris, Fayard, 2009
- Économie et religion. L’expérience des ordres mendiants (XIIIe-XVe siècle) , sous la direction de Nicole Bériou et Jacques Chiffoleau, Lyon, Presses universitaires de Lyon, 2009 (Collection du CIHAM).
- Pratiques de l’Eucharistie dans les Églises d’Orient et d’Occident (Antiquité et Moyen Âge) , sous la direction de Nicole Bériou, Béatrice Caseau et Dominique Rigaux, Paris, Institut d’Études augustiniennes, 2009 (Collection de l’Institut d’Études augustiniennes, Série Moyen Âge et Temps Modernes, 45 et 46).
- Prédication et liturgie au Moyen Âge, sous la direction de Nicole Bériou et Franco Morenzoni, Turnhout, Brepols, 2008 (Bibliothèque d’histoire culturelle du Moyen Âge, 5).
- Les sermons et la visite pastorale de Federico Visconti, archevêque de Pise (1254/1257-1277)  : édition critique, Rome, École française de Rome, 2001, 1185 pages (en collaboration avec Pascale Bourgain, Professeur à l’École des Chartes ; Isabelle le Masne de Chermont, Conservateur de la Bibliothèque du Musée de Louvre ; Emilio Cristiani, Professeur à l’Université de Pise ; et Marina Innocenti, Chercheur à l’Université de Pise).
- « Les sermons latins après 1200 », dans The Sermon, ss. dir. B. Kienzle, Turnhout, Brepols, 2000, p. 363-447 (Typologie des sources du Moyen Âge occidental, Louvain, fasc. 81-83).
- L’avènement des maîtres de la Parole. La prédication à Paris au XIIIe siècle, Paris, Institut d’Études augustiniennes, 1998, 2 vol. (thèse de doctorat d’État, publication intégrale du tome II, 954 p.). Prix Gobert 2000.
- Modern questions about medieval sermons. Essays on Marriage, Death, History and Sanctity (en collaboration avec David d’Avray), Spoleto, 1994 (Biblioteca di Medioevo Latino, 11).
- "Voluntate Dei leprosus". Le lépreux entre conversion et exclusion aux XIIe et XIIIe siècles (en collaboration avec F.-O. Touati), Spoleto, 1991 (Testi, Studi, Strumenti, 4).
- La prédication de Ranulphe de la Houblonnière. Sermons aux clercs et aux simples gens à Paris au XIIIe siècle, Paris, Études augustiniennes, 1987, 2 vol., 224 et 416 p. (thèse de doctorat de 3e cycle augmentée).

## Distinctions

### Décorations
- Chevalier de la Légion d'honneur.
- Officier de l'ordre des Palmes académiques

### Récompenses
- Prix Gobert (2000).
- Docteur honoris causa de l'université de Fribourg.

### Articles liés
- Bibliothèque du Saulchoir
- Institut de recherche et d'histoire des textes
- Collège de Sorbonne